# Tempo del Sogno
Nella mitologia aborigena australiana, il Tempo del Sogno (o Mondo del Sogno) (in inglese Dreamtime, the Dreaming, the Law, ovvero "era dei sogni" "il sognare" e "la legge") è l'epoca antecedente alla creazione (o alla formazione) del mondo. Esso è al contempo elemento comune e unificante delle numerose e diverse tradizioni culturali aborigene, sviluppatesi nelle diverse regioni del continente, e giustificazione mitica delle differenze fra di esse.
Nelle diverse lingue aborigene ci si riferisce al Tempo del Sogno con parole diverse. Pochi esempi:
- jukurrpa nel gruppo linguistico ngarrkico;
- tjukurpa nel gruppo dei dialetti dei deserti occidentali;
- altyerre nella famiglia arandica.

## Scopo dei racconti del Tempo del Sogno
I miti del Tempo del Sogno sono volti a spiegare l'origine della cultura del popolo aborigeno (o dei popoli aborigeni) e l'origine del mondo, o più precisamente delle sue caratteristiche geografiche e topografiche. Benché infatti il Tempo del Sogno sia spesso menzionato come epoca della creazione, alcuni autori e studiosi sottolineano che si tratta più precisamente di "miti della formazione" (del prendere forma); nel Tempo del Sogno il mondo esisteva già, ma era "indifferenziato". Era abitato da esseri metafisici, totemici, generalmente rappresentati come creature gigantesche con forma di animali. Camminando, cacciando, danzando o semplicemente sedendosi per terra, essi lasciarono nel mondo fisico tracce delle loro azioni e segni del loro passaggio: le montagne, le rocce, le pozze d'acqua, e ogni altro oggetto presente in natura.
Determinati luoghi, creati da eventi di particolare importanza (per esempio combattimenti, morti, o altre vicende drammatiche) mantengono una speciale potenza, chiamata dagli aborigeni il "sogno" del luogo. Inoltre, alla fine del Tempo del Sogno, gli stessi dèi si insediarono in certi luoghi, "diventando" montagne, rocce, fiumi e così via. A Perth, per esempio, i Noongar pensano che la Darling Scarp sia il corpo di un Waugal – un essere a forma di serpente che attraversò nel Tempo del Sogno la zona, creando fiumi, ruscelli e laghi.
A seconda delle tradizioni e delle regioni, un particolare essere metafisico può essere indicato come "supremo" o "creatore del mondo"; esso viene chiamato spesso Altjira, Alchera (lingua arrernte), Alcheringa, Mura-mura (lingua dieri), o Tjukurrpa (lingua pitjantjatjara).
La visione aborigena assegna una sacralità a ogni luogo della terra, e stabilisce una rete di relazioni originarie fra ogni essere vivente e ogni luogo.
Il Tempo del Sogno non è relegato nel passato storico del mondo; nella visione aborigena del mondo, esso è infatti al tempo stesso un "tempo" e quella che gli occidentali chiamerebbero una "dimensione". Esso rimane accessibile agli aborigeni proprio attraverso il sogno, strumento fondamentale per comunicare con gli spiriti, decifrare il significato di presagi o comprendere le cause di malattie e sfortune.

## I custodi dei racconti
Ogni gruppo o nazione aborigena conserva un certo numero di racconti del Tempo del Sogno, dei quali è responsabile. Gli anziani di ogni gruppo svolgono questo ruolo di "custodi" dei racconti, e devono tramandarli alle nuove generazioni nei modi e nei tempi previsti dalla tradizione. Questa tradizione millenaria (forse di decine di migliaia di anni) si è interrotta in molte regioni (soprattutto nel sudest australiano) durante la colonizzazione. Proprio in reazione all'azione distruttiva dei coloni nei confronti della loro cultura, oggi gli aborigeni cercano di preservare i racconti sopravvissuti cercando di diffonderne il più possibile la conoscenza.
La tradizione aborigena prevede anche che determinati racconti, particolarmente importanti, siano segreti che non possono essere rivelati che a particolari gruppi o a particolari individui. Vi sono, per esempio, storie del Tempo del Sogno che solo le donne conoscono, o solo gli uomini. Dato il forte legame fra le storie del Tempo del Sogno e la realtà geografica del paese, non stupisce il fatto che vi siano corrispondenze fra le storie che ogni gruppo può conoscere e raccontare e i luoghi sacri che quello stesso gruppo è autorizzato a frequentare. Così, molte storie che gli aborigeni si rifiutano di raccontare ai bianchi sono legate a luoghi vietati ai turisti. A causa dell'effetto della colonizzazione da una parte, e della segretezza dei miti dall'altra, solo una minima parte della mitologia aborigena è effettivamente nota agli antropologi.

## I racconti cantati
Secondo quanto riportato da Bruce Chatwin in Le vie dei canti, i racconti del Tempo del Sogno sono tramandati in forma di canti; ognuno di questi canti descrive il percorso seguito da una creatura ancestrale nel suo viaggio originario, e ha una struttura musicale che corrisponde, come una sorta di mappa, alla morfologia del territorio attraversato da tale percorso.